# Ruta de la grasa

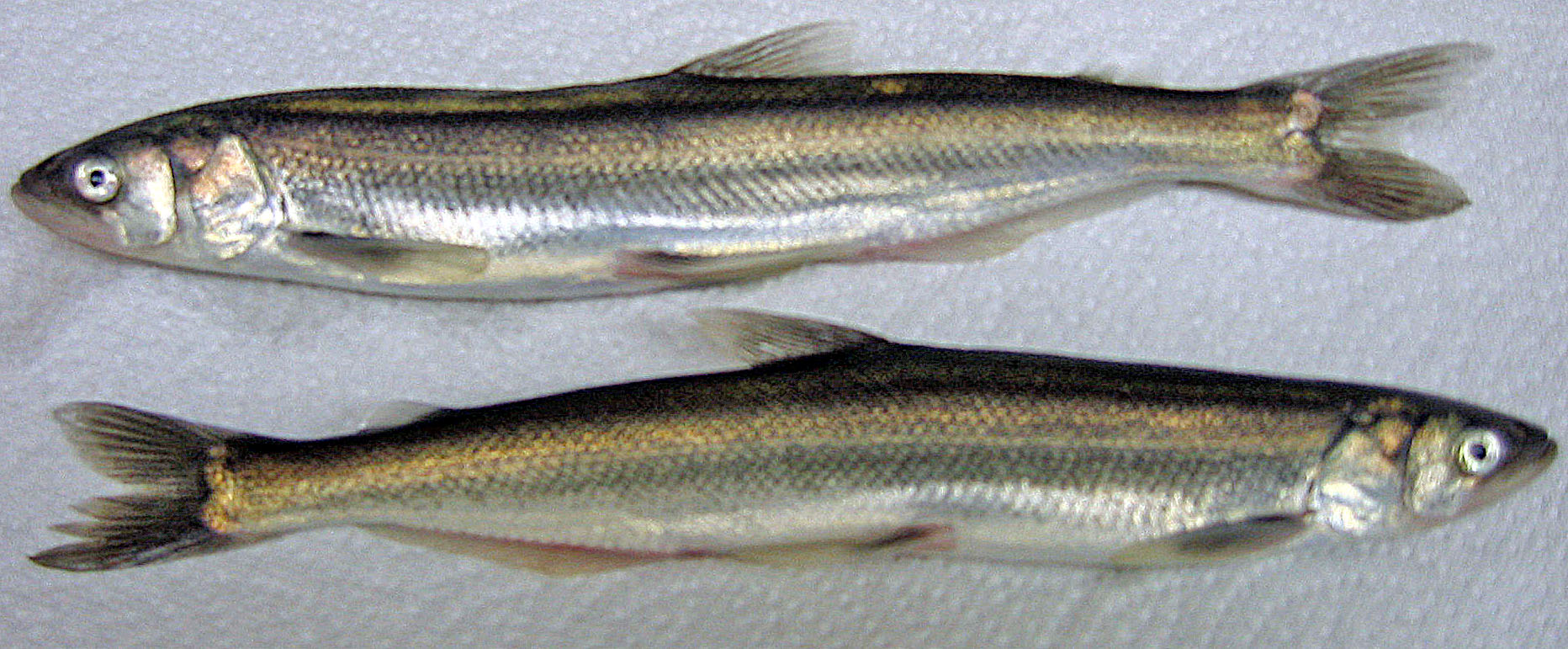
Eulachon

Se conocen como ruta de la grasa (del inglés: grease trail) a las rutas comerciales por tierra que formaban parte de la red de senderos que conectaban la costa del Interior con el Pacífico Noroeste y que fueron utilizadas a lo largo de la historia por los nativos para comerciar principalmente con aceite de pescado.

## Historia
Las pistas fueron desarrolladas para el comercio entre los pueblos indígenas, en particular para el comercio de aceite de aceite de eulachon (Thaleichthys pacificus) (también transcito como aceite oolichan). La grasa de estos pequeños peces podía ser comerciada por pieles, cobre y obsidiana, entre otras cosas. El pueblo Stó:lō del río Fraser, simplemente, comía el pescado, ya fuese fresco o ahumado, pero la gente del Interior utilizaba su aceite como condimento (similar a la mantequilla) y de varias otras maneras.

## Origen del nombre
"Grease Trail", en carrier  /tl'inaɣeti/. El nombre viene del hecho de que el bien más importante que se comerciaba en el interior era el aceite procesado del pescado eulachon (Thaleichthys pacificus). De hecho, la palabra carrier /tl'inaɣe/ "aceite de eulachon" es un compuesto de las palabras carrier  /xe/ "grasa, aceite" (combinando forma /ɣe/) con /tl'ina/, un préstamo del dialecto de los heiltsuk o haisla, lenguas wakash septentrionales que se hablan en la costa.
"Grease Trail", Carrier /tl'inaɣeti/. The name comes from the fact that the most important item traded into the interior was the processed oil of the eulachon fish Thaleichthys pacificus. Indeed, the Carrier word /tl'inaɣe/ "eulachon oil" is a compound of Carrier /xe/ "grease, oil" (combining form /ɣe/) with /tl'ina/, a loan from Heiltsuk or Haisla, North Wakashan languages spoken on the coast.

Debido a que estos caminos eran usados generalmente para el transporte de grasa oolichan, ahora se conocen como rutas de la grasa. Durante miles de años, comerciantes de las Primeras Naciones siguieron las bien trilladas rutas de la grasa, por lo general las rutas más fáciles a través de mesetas, tierras altas y las desafiantes montañas hasta el interior occidental, con pesadas cajas de valiosa de grasa Oolichan, amarradas con sogas de cedro, sujetas con cintas a la cabeza. Los senderos, operando en un sistema de relevos, cubrían un área geográfica desde lo que ahora es el territorio del Yukón, en Canadá, hasta el sur de lo que hoy es el norte de California, en los Estados Unidos, y por el este hasta el centro de Montana y Alberta, hasta los pueblos del interior como los babine, carrier y otros atabascanos
Because these trails were commonly used to transport Oolichan grease, they are now referred to as "grease trails." For thousands of years, First Nations traders followed well-trodden "grease trails," usually the easiest routes across plateaus, highlands and over challenging mountains far into the western interior, back-packing heavy boxes of valuable Oolichan grease, held in place by cedar rope "tump-lines," attached to headbands. The trails, operating on a relay system, covered a geographic area from what is now the Yukon Territories in Canada south to what is now northern California in the United States and as far east as central Montana and Alberta to interior peoples like the Babine, Carrier and other Athabaskans.
Hirch (2003)

## Rutas de la grasa
- Alexander MacKenzie Heritage Trail
- ruta Chilkoot
- ruta Cheslatta
- ruta Dalton
- Nyan Wheti